# ویکتور اونوپکو
ویکتور اونوپکو (روسی: Виктор Савельевич Онопко؛ زاده ۱۴ اکتبر ۱۹۶۹) یک بازیکن فوتبال اهل روسیه است.
وی همچنین در تیم ملی فوتبال روسیه بازی کرده‌است.